# Mistrovství světa v ledním hokeji 2010 (Divize II)
Mistrovství světa v ledním hokeji 2010 (Divize II) proběhlo od 10. do 17. dubna 2010 ve městech Naucalpan v Mexiku a v Narvě v Estonsku. Týmy, které se ve skupinách umístily na prvním místě, postupují na Mistrovství světa v ledním hokeji 2011 (Divize I), zatímco týmy, které se ve skupinách umístily na posledním místě, sestupují do Mistrovství světa v ledním hokeji 2011 (Divize III)

## Skupina A

### Tabulka
| Tým       | Z | V | VP | PP | P | GV | GI | +/- | B  |
| --------- | - | - | -- | -- | - | -- | -- | --- | -- |
| Španělsko | 5 | 5 | 0  | 0  | 0 | 35 | 7  | +28 | 15 |
| Austrálie | 5 | 4 | 0  | 0  | 1 | 31 | 15 | +16 | 12 |
| Belgie    | 5 | 3 | 0  | 0  | 2 | 26 | 18 | +8  | 9  |
| Bulharsko | 5 | 2 | 0  | 0  | 3 | 28 | 31 | -3  | 6  |
| Mexiko    | 5 | 1 | 0  | 0  | 4 | 17 | 21 | -4  | 3  |
| Turecko   | 5 | 0 | 0  | 0  | 5 | 8  | 53 | -45 | 0  |

 Španělsko postoupilo do 1. divize na Mistrovství světa v ledním hokeji 2011 (Divize I.).
 Turecko sestoupilo do 3. divize na Mistrovství světa v ledním hokeji 2011 (Divize III.).

### Zápasy
| Datum     | Tým       | Výsledek                      | Tým       |
| --------- | --------- | ----------------------------- | --------- |
| 11.4.2010 | Španělsko | 6 – 0 (2–0, 1–0, 3–0) report  | Austrálie |
| 11.4.2010 | Turecko   | 3 – 12 (0–4, 2–2, 1–6) report | Bulharsko |
| 11.4.2010 | Belgie    | 5 – 2 (2–1, 2–0, 1-1) report  | Mexiko    |
| 12.4.2010 | Austrálie | 11 – 4 (3–0, 6–3, 2–1) report | Bulharsko |
| 12.4.2010 | Belgie    | 1 – 6 (0–0, 1–2, 0–4) report  | Španělsko |
| 12.4.2010 | Mexiko    | 9 – 2 (2–1, 3–1, 4–0) report  | Turecko   |
| 14.4.2010 | Belgie    | 13 – 1 (3–1, 6–0, 4–0) report | Turecko   |
| 14.4.2010 | Španělsko | 10 – 3 (3–2, 1–0, 6–1) report | Bulharsko |
| 14.4.2010 | Austrálie | 5 – 2 (3–1, 0–0, 2–1) report  | Mexiko    |
| 16.4.2010 | Bulharsko | 4 – 5 (1–3, 3–1, 0–1) report  | Belgie    |
| 16.4.2010 | Turecko   | 1 – 10 (0–3, 0–4, 1–3) report | Austrálie |
| 16.4.2010 | Mexiko    | 2 – 4 (0–1, 1–1, 1–2) report  | Španělsko |
| 17.4.2010 | Austrálie | 5 – 2 (3–1, 2–0, 0–1) report  | Belgie    |
| 17.4.2010 | Španělsko | 9 – 1 (6–0, 1–0, 2–1) report  | Turecko   |
| 17.4.2010 | Bulharsko | 5 – 2 (4–1, 0–0, 1–1) report  | Mexiko    |

## Skupina B

### Tabulka
| Tým         | Z | V | VP | PP | P | GV | GI | +/- | B  |
| ----------- | - | - | -- | -- | - | -- | -- | --- | -- |
| Estonsko    | 5 | 5 | 0  | 0  | 0 | 62 | 5  | +57 | 15 |
| Rumunsko    | 5 | 4 | 0  | 0  | 1 | 47 | 14 | +33 | 12 |
| Island      | 5 | 3 | 0  | 0  | 2 | 16 | 18 | -2  | 9  |
| Nový Zéland | 5 | 2 | 0  | 0  | 3 | 9  | 39 | -30 | 6  |
| Čína        | 5 | 1 | 0  | 0  | 4 | 12 | 26 | -14 | 3  |
| Izrael      | 5 | 0 | 0  | 0  | 5 | 11 | 55 | -44 | 0  |

 Estonsko postoupilo do 1. divize na Mistrovství světa v ledním hokeji 2011 (Divize I.).
 Izrael sestoupil do 3. divize na Mistrovství světa v ledním hokeji 2011 (Divize III.).

### Zápasy
| Datum     | Tým         | Výsledek                      | Tým         |
| --------- | ----------- | ----------------------------- | ----------- |
| 10.4.2010 | Nový Zéland | 1 – 3 (0–0, 0–2, 1–1) report  | Island      |
| 10.4.2010 | Čína        | 3 – 4 (2-0, 1–1, 0–3) report  | Rumunsko    |
| 10.4.2010 | Estonsko    | 17 – 3 (5-0, 4-2, 8-1) report | Izrael      |
| 11.4.2010 | Rumunsko    | 8 – 3 (2–0, 2–1, 4–2) report  | Island      |
| 11.4.2010 | Izrael      | 4 – 5 (0–1, 3–3, 1–1) report  | Nový Zéland |
| 11.4.2010 | Estonsko    | 15 – 0 (5–0, 6–0, 4–0) report | Čína        |
| 13.4.2010 | Rumunsko    | 20 – 0 (7–0, 8–0, 5–0) report | Izrael      |
| 13.4.2010 | Čína        | 1 – 3 (0-0, 0-1, 1-2) report  | Island      |
| 13.4.2010 | Estonsko    | 17 – 0 (3–0, 8–0, 6–0) report | Nový Zéland |
| 14.4.2010 | Izrael      | 2 – 7 (2–2, 0–1, 0–4) report  | Čína        |
| 14.4.2010 | Nový Zéland | 1 – 14 (0–2, 1–8, 0–4) report | Rumunsko    |
| 14.4.2010 | Island      | 1 – 6 (1–3, 0–1, 0–2) report  | Estonsko    |
| 16.4.2010 | Čína        | 1 – 2 (0-1, 1-0, 0-1) report  | Nový Zéland |
| 16.4.2010 | Island      | 6 – 2 (3-0, 1-2, 2-0) report  | Izrael      |
| 16.4.2010 | Rumunsko    | 1 – 7 (0–2, 1–4, 0–1) report  | Estonsko    |